# سکینه بنت حسین
آمنه یا امیمه یکی از دختران حسین بن علی بود که مادرش به وی لقب سکینه داده بود. مادر وی رباب بنت امرء القیس بوده است. وی متولد سال ۴۸ یا ۴۹ هجری قمری بوده و در جنگ کربلا در حالی‌که به سن بلوغ نرسیده بود، حضور داشت. او در سال ۱۱۷ هجری‌قمری در مدینه از دنیا رفت.

## نام و نسب
در منابع مختلف نام اصلی او را أمینه، اُمَیمه و آمنه را ذکر کرده‌اند. مورخان دربارهٔ سکینه گفته‌اند، این لقبی است که مادرش به دلیل سکون و آرامش او بر او نهاده بود.

### پدر و مادر
پدرش، حسین بن علی فرزند فاطمه زهرا دختر محمد و علی بن ابی‌طالب — امام اول شیعیان است. پدر او امام سوم شیعیان دوازده‌امامی است که به سال ۶۱ ه‍. ق در نبرد کربلا، به دست سپاهیان عمر سعد و به فرمان یزید، کشته شد.
مادر وی رباب بنت امراء القیس بن عدی بن اوس بن جابر بن کعب بن علیم بن جناب است. عبدالله علی‌اصغر فرزند دیگر رباب از حسین و برادر سکینه است.

### دختران حسین بن علی
در کتاب تذکرة الشهدا، حبیب‌الله شریف کاشانی تعداد فرزندان حسین بن علی را ۸ دختر و ۱۳ پسر گزارش می‌کند و نام‌های آنها را فاطمه کبری، فاطمه صغری، زبیده، زینب، سکینه، ام‌کلثوم، صفیه و رقیه (به نقلی زبیده) ذکر می‌کند. علی بن عیسی اربلی، در کشف الغمه فی معرفه الائمه برای حسین بن علی از چهار دختر (زینب، سکینه و فاطمه) یاد کرده است که احتمالاً دختر چهارم همان رقیه بنت حسین باشد.
حسین بعد از درگذشت حسن بن علی، با اُم‌ّاسحاق دختر طَلحه — صحابی مشهور محمد — ازدواج کرد. و از وی صاحب دختری به‌نام فاطمه شد. به گفته مادلونگ برخلاف برخی گزارش‌ها، سکینه باید از فاطمه بزرگتر باشد.
درحالی‌که حاج‌منوچهری دختر کوچکتر حسین را سکینه از رباب بنت امرء القیس می‌داند.

## سرگذشت

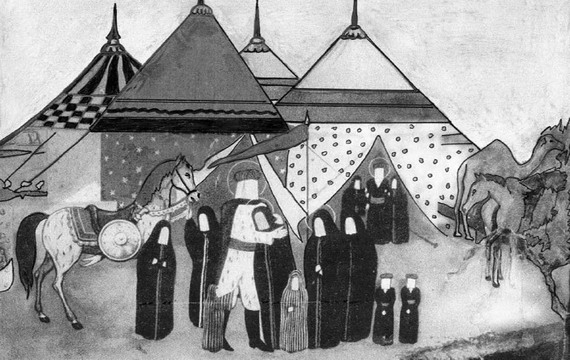
نقاشی مربوط به عصر قاجار، از روز عاشورا و وداع حسین بن علی با خانواده خویش.

### تولد
تاریخ تولد آمنه (سکینه) دقیقاً مشخص نیست. کتاب‌های تاریخی آمنه را در زمان کربلا دختری ده یا چهارده ساله ذکر کرده‌اند. او احتمالاً بین سال‌های ۴۷ یا ۵۱ قمری متولد شده است.

### نبرد کربلا
- ای سکینه! بدان که پس از من، گریه تو طولانی خواهد بود.
- تا زمانی که جان در بدن دارم مرا با اشک حسرت بار خود مسوزان.
- ای بهترین زنان! آنگاه که من کشته شدم، تو برای گریه سزاوارتری.

از کتب تاریخی چنین بر می‌آید که آمنه در کاروان حسین بن علی در نبرد کربلا حضور داشته است. در منابع آمنه از جمله زنانی است که از او گزارش‌ها و نقل قول‌هایی دربارهٔ وقایع عاشورا و نبرد کربلا ذکر شده است.
ابن شهرآشوب در کتاب مناقب آل ابی‌طالب نقل می‌کند، در آخرین وداع حسین با خانواده اش، او سکینه را به صبوری توصیه کرد.
به نقل از سید بن طاووس در لهوف، در روز یازدهم محرم در هنگام وداع اسیران با جنازه کشته شدگان، سکینه پس از سخنان زینب جنازه پدرش را در آغوش گرفت اما سربازان عمر سعداو را به زور از بدن پدرش جدا کردند.
همچنین گزارش‌های متعددی از آمنه در روایت‌های مربوط به این نبرد، از جمله هنگام کشته شدن علی‌اکبر و شب عاشورا، آورده شده است.

### اسارت
پس از پایان نبرد کربلا، سربازان عمر بن سعد، بازماندگان کاروان حسین را اسیر کردند و نام آمنه نیز در بین اسیران ذکر شده است. بر اساس منابع در روز یازدهم محرم، سپاه عمر سعد پس از دفن کشتگان خود، اسیران را به سمت کوفه بردند.
شیخ مفید در ارشاد تاریخ ورود اسیران به کوفه را دوازدهم محرم نقل می‌کند.
مورخان گزارش کرده‌اند، مأموران اسیران را درحالی‌که بر شترهای بی‌محمل سوار و با طناب بسته شده بودند پس از عبور دادن اسیران از بازار کوفه، آنها را وارد قصر عبیدالله بن زیاد کردند.
بلاذری در کتاب انساب الاشراف گزارش می‌کند، اسیران از کوفه به همراه شمر، به سمت شام حرکت داده شدند. مسیر دقیق حرکت کاروان از کوفه تا شام مشخص نیست. در روایت‌های مربوط به اسارت چند مرتبه به سکینه اشاره شده است. ابن فهد حلی در کتاب مثیر الأحزان، از سهل بن سعد ساعدی نقل می‌کند روز ورود اسیران به شام در باب‌الساعات دختری که بر شتری بی‌محمل سوار بود و خود را سکینه بنت حسین معرفی کرده بود از او خواست به آنها کمک کند تا نیزه داران سرهای کشته شدگان یاران حسین را از آنها دور کند تا نامحرم‌ها کمتر به آنها نگاه کنند. ساعدی با پرداخت مقداری دینار خواسته او را برآورده کرده است.
شیخ صدوق در کتاب الأمالی (صدوق) و محمدباقر مجلسی در کتاب بحارالانوار از سکینه در مجلس یزید روایت کرده‌اند که در پاسخ به سخن مردم شام که اسیرانی نیکوتر از اینان ندیده‌ایم، گفت: ما اسیران خاندان پیامبریم.

### ازدواج‌های سکینه
از مواردی که دربارهٔ سکینه بنت حسین بحث‌برانگیز بوده است، ازدواج‌های اوست. در میان نقل‌های گفته شده از ازدواج‌های او، نام افرادی به چشم می‌خورد که سابقه دشمنی با پدرانش را داشته و از دشمنان شیعیان محسوب می‌شدند. از جمله اینکه در روایات اهل سنت آمده که سکینه پس از واقعه عاشورا و بازگشت به مدینه با مصعب بن زبیر ازدواج کرد. اما از تاریخ نویسان شیعه نام هیچ همسر یا فرزندی برای او به ثبت نرسیده است.
تارنمای حوزه علمیه قم دلیل ازدواج بعضی از زنان خانواده محمد بن عبدالله با افرادی که مخالف آن‌ها بوده‌اند را، فشار مخالفان می‌داند و می‌گوید:
از گزارش‌های مورخان استفاده می‌شود که دختران حسین بن علی پس از درگذشت شوهرانشان از سوی حاکمان بنی امیه خواستگاری شده‌اند، و چون پاسخ منفی داده‌اند مورد اذیت و آزار قرار گرفته‌اند. این موضوع را راجع به سکینه و فاطمه نوشته‌اند. چند سال پس از درگذشت حسن بن حسن شوهر فاطمه، عبدالرحمان بن ضحاک حاکم مدینه از او خواستگاری کرد و فاطمه به وی پاسخ منفی داد. حاکم بر نظر خود اصرار می‌کرد و می‌گفت: اگر خواستگاری مرا رد کنی، به پسرت عبداللّه تهمت شرکت در مجلس شراب خواری می‌زنم و او را دستگیر و در جمع مردم گردن می‌زنم و آبروی تو را می‌برم.
سپس این تارنما به ازدواج‌های سکینه اشاره کرده و ازدواج سکینه با مصعب بن زبیر (قاتل مختار ثقفی) را تأیید می‌کند:
فقهای شیعه از این ازدواج‌های سکینه استفاده فقهی کرده‌اند چون این ازدواج سکینه جزو مسلمات تاریخ است و اعتقادات مصعب نیز روشن که امامت را باور نداشته است. از این رو گفته‌اند: این نشان می‌دهد که ازدواج زنان شیعه با مردان غیر شیعه از مسلمانان جایز است و باطل نیست.
فهرست نام شوهران سکینه بر پایه تارنمای حوزه علمیه قم:
1. قاسم بن حسن که در کربلا کشته شد
2. مصعب بن زبیر
3. عبداللّه بن عثمان حزامی
4. زید بن عمرو بن عثمان بن عفان
5. اصبغ بن عبدالعزیز بن مروان
6. ابراهیم بن عبدالرحمن بن ابی عوف که گویا با وی همبستر نشد.[۲۶]

مکارم شیرازی نیز به ازدواج‌های مکرر سکینه اشاره کرده و آن‌ها را تکذیب نمی‌کند.
قاضی نعمان در جلد سوم کتاب شرح الأخبار فی فضائل الأئمة الأطهار، محمد حسن شُرَّاب در کتاب نور الأبصار فی مناقب آل بیت النبی المختار، مزینانی در نقش زنان در حماسه عاشورا، علی محمد علی دخیل در کتاب سکینه دختر امام حسین و ابوالفرج اصفهانی در کتاب الاغانی و برخی منابع دیگر نقل مشهور را اینگونه دانسته‌اند که او بعد از عاشورا دیگر ازدواج نکرد.

### درگذشت
سکینه پس از اسارت همراه با کاروان اسیران پس از عبور از کربلا، به مدینه بازگشت. در منابع تاریخی از زندگی او در مدینه تا هنگام مرگ گزارش‌های زیادی به جز ذکر برخی مناظرات و مجالس علمی در دسترس نیست.
در چگونگی وفات و محل دفن آمنه بین مورخان اختلاف وجود دارد. نقل مشهور، تاریخ درگذشت او را ۵ ربیع‌الاول سال ۱۱۷ قمری در مدینه ذکر کرده‌اند. بر اساس این منابع محل دفن او در قبرستان بقیع است. قبری در قبرستان باب‌الصغیر در دمشق و قبری در قاهره نیز در بعضی منابع به وی منسوب دانسته‌اند.

### آرامگاه
آرامگاهی منتسب به سکینه در قبرستان باب‌الصغیر ابتدای در اصلی و دارای گنبدی بزرگ به رنگ سبز است که دو گنبد دیگر نیز اطراف آن هستند. بر فراز این مرقد مناره‌ای نیز برنگ سبز دیده می‌شود. مقبره سکینه و ام کلثوم زینب صغری (دختر علی بن ابیطالب) هر دو داخل یک حجره و شبستان بزرگی است. نمای این مرقد از قبل از دوران عثمانی است که به احتمال زیاد در آن دوران تجدید بنا شده و بر اساس تابلویی که بر در ورودی نصب گردیده در سال ۱۳۳۰ ه‍.ق نیز مرمت شده است.
برخی کتب این آرامگاه را متعلق به سکینه دختر یکی از پادشاهان یا سکینه دختر حسین ذی‌الدمعه دانسته‌اند.
آرامگاه دیگری در قاهره، مصر و آرامگاهی در طبریه، فلسطین نیز به سکینه منتسب است.
انتساب این آرامگاه‌ها به سکینه به دلیل درگذشت وی در مدینه مورد تردید است.